# فوران پله

فوران پله: ۱- ستون خاکستر آتشفشانیَ، ۲- ریزش خاکستر آتشفشانی، ۳- گنبد گدازه، ۴- بمب آتشفشانی، ۵- جریان آذرآواری، ۶- لایه‌های گدازه و خاکستر، ۷- چینه، ۸- مجرای ماگما، ۹- اتاقک ماگما، ۱۰- آذرین‌تیغه.

فوران پله یا فوران پله‌ای (انگلیسی: Peléan eruption) گونه‌ای فوران آتشفشانی است که می‌تواند در زمانی که ماگمای گرانرو از نوع ریولیت یا آندزیت باشد روی دهد. این نوع فوران آتشفشانی شباهت‌هایی با فوران ولکانو دارد.
مهم‌ترین ویژگی فوران پله‌ای وجود توده‌های روشن و درخشان خاکستر آتشفشانی داغ است که یک جریان آذرآواری را پدید می‌آورد. شکل‌گیری گنبد گدازه یکی دیگر از ویژگی‌های این نوع فوران آتشفشانی است. همچنین ممکن است جریان‌های کوچک خاکستر یا تشکیل مخروط‌های سنگ پا در این نوع فوران دیده شود.
مراحل اولیه فوران پله‌ای با جریان‌های آذرآواری مشخص می‌شود. نهشته‌های آذرآوار در این نوع فوران حجم و اندازه کمتری نسبت به فوران پلینیایی و فوران ولکانو دارد. چرخه فوران معمولاً در چند سال کامل می‌شود ولی در برخی موارد مانند آتشفشان سانتا ماریا ممکن است تا چند دهه به طول بینجامد.
انفجار کوه پله در سال ۱۹۰۲ نخستین نمونه تشریح‌شده این نوع فوران آتشفشانی است و فوران پله نام خود را از آن گرفته است.
فوران کوه سنت هلن در سال ۱۹۸۰ نیز نمونه دیگری از فوران پله است.